# Marshall County (Minnesota)
Das Marshall County ist ein County im US-amerikanischen Bundesstaat Minnesota. Im Jahr 2020 hatte das County 9040 Einwohner und eine Bevölkerungsdichte von 2 Einwohnern pro Quadratkilometer. Der Verwaltungssitz (County Seat) ist Warren.

## Geografie
Das County liegt im Nordwesten von Minnesota am Ostufer des Red River of the North, der die Grenze zu North Dakota bildet. Es hat eine Fläche von 4695 Quadratkilometern, wovon 105 Quadratkilometer Wasserfläche sind. An das Marshall County grenzen folgende Nachbarcountys:
| Pembina County (North Dakota)     | Kittson County, Roseau County  |                 |
| Walsh County (North Dakota)       |                                | Beltrami County |
| Grand Forks County (North Dakota) | Polk County, Pennington County |                 |

## Geschichte

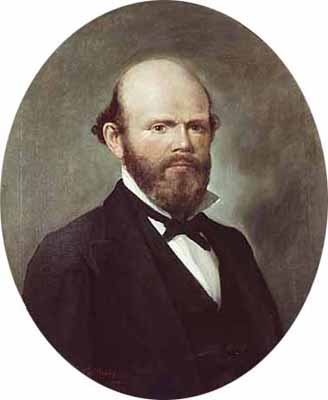
Marshall

Das Marshall County wurde am 25. Februar 1879 aus Teilen des Kittson County gebildet. Benannt wurde es nach William Rainey Marshall, dem fünften Gouverneur von Minnesota und Offizier während des Amerikanischen Bürgerkriegs.

## Demografische Daten

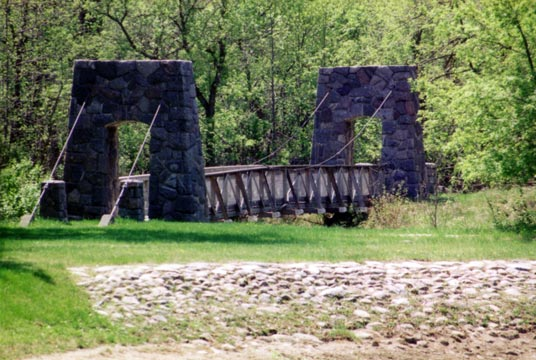
Holzbrücke im Old Mill State Park, gelistet im NRHP

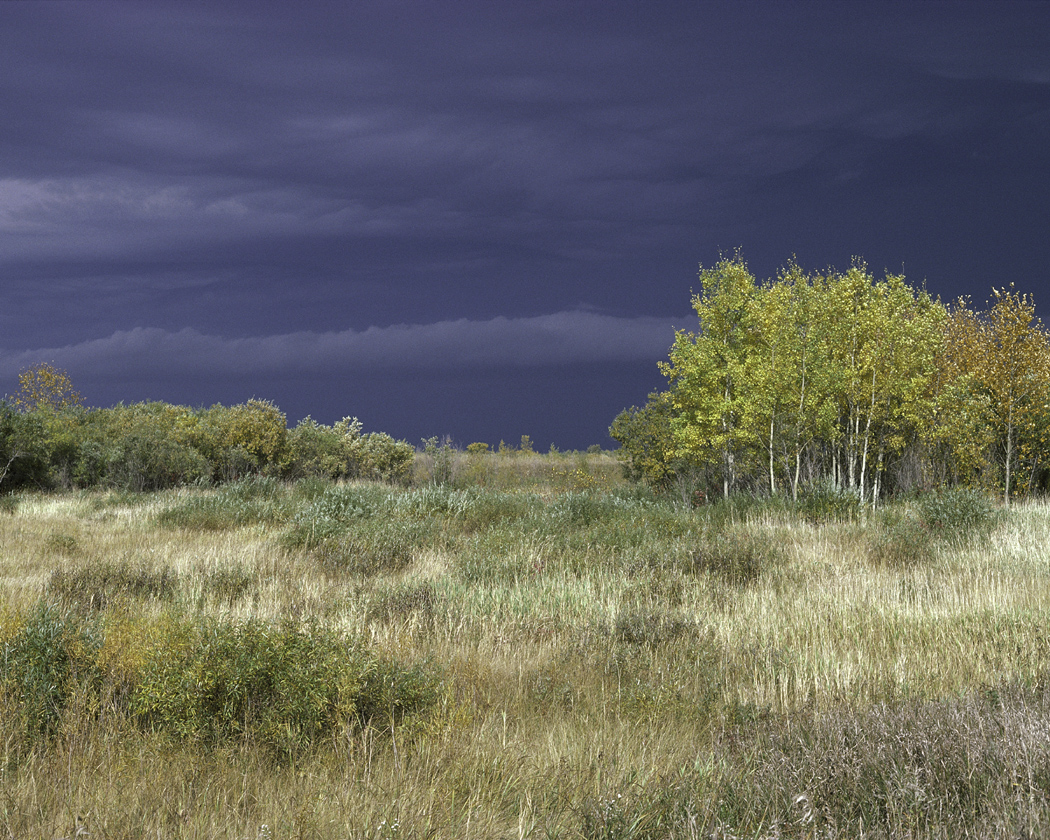
Das Agassiz National Wildlife Refuge

Nach der Volkszählung im Jahr 2010 lebten im Marshall County 9439 Menschen in 4116 Haushalten. Die Bevölkerungsdichte betrug 2,1 Einwohner pro Quadratkilometer. In den 4116 Haushalten lebten statistisch je 2,28 Personen.
Ethnisch betrachtet setzte sich die Bevölkerung zusammen aus 97,8 Prozent Weißen, 0,4 Prozent Afroamerikanern, 0,7 Prozent amerikanischen Ureinwohnern, 0,3 Prozent Asiaten sowie aus anderen ethnischen Gruppen; 0,8 Prozent stammten von zwei oder mehr Ethnien ab. Unabhängig von der ethnischen Zugehörigkeit waren 3,6 Prozent der Bevölkerung spanischer oder lateinamerikanischer Abstammung.
22,9 Prozent der Bevölkerung waren unter 18 Jahre alt, 57,8 Prozent waren zwischen 18 und 64 und 19,3 Prozent waren 65 Jahre oder älter. 49,3 Prozent der Bevölkerung war weiblich.

Das jährliche Durchschnittseinkommen eines Haushalts lag bei 49.636 USD. Das Pro-Kopf-Einkommen betrug 25.828 USD. 8,8 Prozent der Einwohner lebten unterhalb der Armutsgrenze.

## Ortschaften im Marshall County
Citys
| - Alvarado - Argyle - Grygla - Holt | - Middle River - Newfolden - Oslo - Stephen | - Strandquist - Viking - Warren |

Unincorporated Communities
- Florian
- Gatzke

## Gliederung
Das Marshall County ist neben den elf Citys ist in 48 Townships (TS) und ein Unorganized Territory (UT) gegliedert:
| TS bzw. UT     | Einw. (2010) | FIPS     |
| -------------- | ------------ | -------- |
| Agder TS       | 109          | 27-00388 |
| Alma TS        | 88           | 27-01072 |
| Augsburg TS    | 74           | 27-02764 |
| Big Woods TS   | 53           | 27-05842 |
| Bloomer TS     | 89           | 27-06535 |
| Boxville TS    | 39           | 27-07120 |
| Cedar TS       | 86           | 27-10360 |
| Como TS        | 39           | 27-12808 |
| Comstock TS    | 105          | 27-12880 |
| Donnelly TS    | 19           | 27-16066 |
| Eagle Point TS | 17           | 27-17414 |
| East Park TS   | 23           | 27-17756 |
| East Valley TS | 43           | 27-17864 |

| TS bzw. UT      | Einw. (2010) | FIPS     |
| --------------- | ------------ | -------- |
| Eckvoll TS      | 77           | 27-17972 |
| Espelie TS      | 39           | 27-19736 |
| Excel TS        | 300          | 27-20060 |
| Foldahl TS      | 62           | 27-21500 |
| Fork TS         | 10           | 27-21878 |
| Grand Plain TS  | 55           | 27-25046 |
| Holt TS         | 132          | 27-29888 |
| Huntly TS       | 77           | 27-30572 |
| Lincoln TS      | 117          | 27-37142 |
| Linsell TS      | 29           | 27-37340 |
| McCrea TS       | 241          | 27-38942 |
| Marsh Grove TS  | 143          | 27-40778 |
| Middle River TS | 78           | 27-41930 |

| TS bzw. UT       | Einw. (2010) | FIPS     |
| ---------------- | ------------ | -------- |
| Moose River TS   | 25           | 27-44026 |
| Moylan TS        | 98           | 27-44692 |
| Mud Lake UT      | 0            | 27-44718 |
| Nelson Park TS   | 125          | 27-45142 |
| New Folden TS    | 230          | 27-45538 |
| New Maine TS     | 199          | 27-45718 |
| New Solum TS     | 325          | 27-45970 |
| Oak Park TS      | 131          | 27-47878 |
| Parker TS        | 35           | 27-49696 |
| Rollis TS        | 115          | 27-55330 |
| Sinnott TS       | 24           | 27-60520 |
| Spruce Valley TS | 242          | 27-62266 |
| Tamarac TS       | 71           | 27-64138 |

| TS bzw. UT     | Einw. (2010) | FIPS     |
| -------------- | ------------ | -------- |
| Thief Lake TS  | 39           | 27-64552 |
| Valley TS      | 149          | 27-66514 |
| Vega TS        | 125          | 27-66676 |
| Veldt TS       | 30           | 27-66694 |
| Viking TS      | 156          | 27-67108 |
| Wanger TS      | 75           | 27-68044 |
| Warrenton TS   | 103          | 27-68206 |
| West Valley TS | 132          | 27-69772 |
| Whiteford TS   | 44           | 27-70096 |
| Wright TS      | 116          | 27-71842 |